# Стевнс
Стевнс  — комуна у регіоні Зеландія королівства Данія. Адміністративний центр комуни — місто Стуре Геддінґе.

## Географія
Комуна розташована на південному сході Зеландії на південно-східному узбережжі острова Зеландія, у Данії.
Займає площу 247,23 квадратних кілометрів.

## Демографія
Чисельність населення 22492 осіб (станом на 2017 рік). Муніципалітет охоплює більшу частину півострова Стевнс.

## Визначні місця
Скали Стевнс-Клінт, додані до світової спадщини ЮНЕСКО знаходяться у муніципалітеті. У 2017 році в Стевнсі був знайдений туалет доби вікінгів — найстаріший туалет в Данії.
Список найбільших міст муніципалітету:
| Назва          | Назва данською | Населення (2018) |
| -------------- | -------------- | ---------------- |
| Стребю Еґеде   | Strøby Egede   | 4397             |
| Стуре Геддінґе | Store Heddinge | 3441             |
| Гарлев         | Hårlev         | 2655             |

## Утворення
1 січня 2007 р. в результаті Комунальної реформи муніципалітет Стевнс об'єднався з муніципалітетом Валло, утворивши розширений муніципалітет Стевнс.

## Міста-побратими
- Геер (комуна), Швеція